# Anarpia
Anarpia é um gênero de mariposa pertencente à família Crambidae.